# Platycerus acuticollis namedai
Platycerus acuticollis namedai es una subespecie de coleóptero de la familia Lucanidae.

## Distribución geográfica
Habita en Japón.